# Making Love Out of Nothing at All
Singles de Air Supply
Two Less Lonely People in the World
(1982) Just As I Am
(1985)
Making Love Out of Nothing At All est une power ballad écrite et composée par Jim Steinman et parue en single pour le groupe Air Supply. La chanson a été reprise par de nombreux artistes, notamment par Bonnie Tyler.
Le single s'est classé à la 2de position au Billboard Hot 100 la semaine du 8 octobre 1983. Il atteint la même place via le classement Adult contemporary du Billboard la semaine du 1er octobre 1983. Making Love Out of Nothing At All a occupé également les charts en Nouvelle-Zélande à la 24e position, 30e en Irlande, 57e en Allemagne et 80e au Royaume-Uni.
La version de la chanson d'Air Supply est utilisée au cinéma dans les films Click : Télécommandez votre vie, Mr. et Mrs. Smith et Dumb and Dumberer : Quand Harry rencontra Lloyd. La chanson est chantée par un personnage de la série Daybreak produite par Netflix dans l'épisode 6 de la saison 1.

## Classement
| Pays                                      | Meilleure position | Nombre de semaines | Réf    |
| ----------------------------------------- | ------------------ | ------------------ | ------ |
| Allemagne (GfK Entertainment)             | 57                 | 6                  | [ 9 ]  |
| États-Unis (Billboard Hot 100)            | 2                  | 25                 | [ 3 ]  |
| États-Unis (Adult contemporary)           | 2                  | 19                 | [ 5 ]  |
| Irlande (IRMA)                            | 30                 | 1                  | [ 8 ]  |
| Nouvelle-Zélande (Recorded Music NZ)      | 24                 | 10                 | [ 7 ]  |
| Royaume-Uni (The Official Charts Company) | 80                 | 5                  | [ 10 ] |